# Бадахос (провинция)
Бадахо́с (исп. Provincia de Badajoz, эстр. Província de Badajós) — провинция на западе Испании в составе автономного сообщества Эстремадура. Административный центр — Бадахос. Сформирована в 1833 году. Граничит с провинциями Касерес, Толедо, Сьюдад-Реаль, Кордова, Севилья и Уэльва, а также с Португалией.

## География
Территория — 21 766 км² (1-е место).

## Население
Население — 676,4 тыс. (23-е место; данные 2018 г.).

## Административное устройство
Районы (комарки):
- Бадахос
- Кампиния-Сур
- Ла-Серена
- Ла-Сиберия
- Лас-Вегас-Альтас
- Льянос-де-Оливенса
- Мерида
- Сафра-Рио-Бодион
- Сьерра-Суроэсте
- Тентудия
- Тьерра-де-Баррос

Список муниципалитетов Бадахоса